# Tony Frenguelli
Tony Frenguelli, auch Toni Frenguelli, eigentlich Antonio Frenguelli, (* 1894 in Rom; † unbekannt) war ein italienischer Kameramann und Filmregisseur.

## Leben
Frenguelli begann früh, als Kameratechniker bei der „Cines“ zu arbeiten. Mitte der 1920er Jahre war er in Deutschland und in den 1940er Jahren in seinem Heimatland Chefkameramann bei einigen Filmen von u. a. Riccardo Freda. 1940 und 1946 inszenierte er zwei Filme selbst, zu denen er auch die Drehbücher geschrieben hatte. Die Werke wurden jedoch nur in mäßigen Stückzahlen verliehen. 1951 nahm er für eine Handvoll Filme bis ins Jahr 1956 seine Tätigkeit als Kameramann wieder auf, so für Max Calandri.

## Filmografie (Auswahl)
Regisseur
- 1940: L'arcidiavolo (auch Drehbuch)
- 1946: Trepidazione (auch Drehbuch und Produktion)

Kameramann
- 1925: Der Farmer aus Texas
- 1926: Die letzte Droschke von Berlin
- 1951: Die Rache des Schwarzen Adlers (La vendetta di Aquila Nera)